# Дешовки
Дешовки (рос. Дешовки) — присілок в Козельському районі Калузької області Російської Федерації.
Населення становить 1042 особи. Входить до складу муніципального утворення Присілок Дешовки.

## Історія
Від 2004 року входить до складу муніципального утворення Присілок Дешовки.

## Населення
| 2002 | 2010  |
| ---- | ----- |
| 1044 | ↘1042 |